# Casa Vallejo

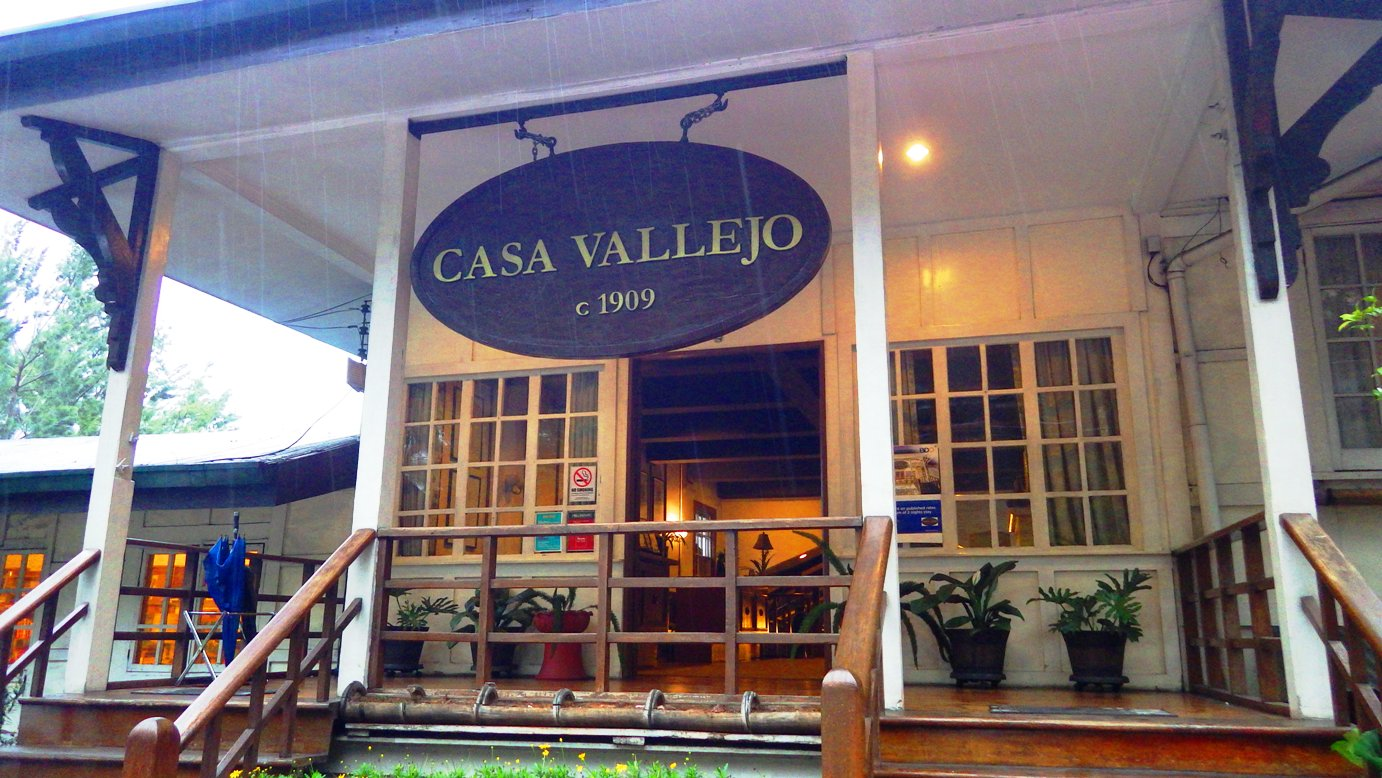
Casa Vallejo

Construido en 1909, Casa Vallejo es el hotel más viejo en la ciudad de Baguio, también otorgado la distinción como una de las diez más viejas instituciones en dicha ciudad por el Baguio Centennial Commission. Con su ubicación estratégica en Upper Session Road, es un destino turístico popular. Dentro del edificio se encuentra una librería, un pequeño teatro, un spa, y un restaurante.
Anteriormente conocido como Dormitory 4, Casa Vallejo fue construido por los americanos como domicilio de los trabajadores que ayudaban en la construcción de la ciudad de Baguio. En el año 1923, dicho edificio fue arrendado a Salvador Vallejo que lo convirtió en un hotel.

## Enlaces
- Casa Vallejo Hotel website

- Datos: Q19720486
- Multimedia: Casa Vallejo Baguio / Q19720486